# アル・アヘドFC
アル・アヘド・フットボールクラブ（英語: Al Ahed FC, アラビア語: نادي العهد الرياضي ）はレバノン・ベイルートに拠点を置くサッカークラブ。 
1964年に「アル・フーダ」(Al Huda Islamic Club) として設立、昇格を繰り返し、1996年にレバノン・プレミアリーグに昇格し、2008年を皮切りに8つの国内リーグ優勝を誇る。2011年には国内三冠を達成している。 
クラブは主にベイルートのシーア派コミュニティから支援を受けており、ヒズボラと提携している。 同じベイルートに拠点を置くネジメSCとはライバル関係にある。 

## 歴史

### アル・フダー
1964年にベイルートの南部郊外・ダーヒエにて設立され、3部リーグに参戦 。1970年代に、クラブは「アル・フダー・イスラームクラブ」（نادي الهدى الإسلامي）という名前でプレーした。 しかし、1982年にイスラエルがレバノンに侵攻した後、クラブは活動を停止した。 

### ネジュメ・アル・アヘド・アル・ジャディード
1984年、かつてのクラブ関係者が、「ネジュメ・アル・アヘド・アル・ジャディード」（Nejmet Al Ahed Al Jadeed, نادي نجمة العهد الجديد）という名前でライセンスを購入。1985年5月2日に、レバノンサッカー連盟は、サッカー活動を継続するために、クラブに会員を付与することを決定。1988年から89年の2部リーグではプレーオフに進出するが、昇格を逃す。 

### アル・アヘド
1992年、クラブの指導者たちがコーランの意味を持つ名前を選択したいという願いから、クラブ名を「アル・アヘド」（العهد）に変更。 1996年12月、初めてレバノン・プレミアリーグ昇格を決める、翌シーズンには再び2部に降格、その翌年、再びプレミアリーグに昇格。 
2001年にカップウィナーとなり、2002-2003年シーズンはリーグ3位、2004年には国内2大カップ（FAカップ・フェデレーションカップ）を共に制する。 
AFCカップ2016では準決勝に進出。2008年10月26日から2010年11月6日まで、2年以上にわたってレバノン・プレミアリーグで44連勝を記録する。2010-11シーズンにはリーグ・カップ・スーパーカップ・エリートカップの4冠を達成する 。2016-17シーズンからはリーグ3連覇を果たし、2019年のAFCカップでは史上初めて決勝に進出、レバノン勢としては2005年のネジメSC、2008年のサファーSCに次ぐ3番目のAFCカップ決勝進出チームとなる。決勝では、4.25体育団（北朝鮮）を1-0で下し、レバノン勢として初めてのAFCカップ制覇を成し遂げた。

## スタジアム
クラブ所有のスタジアムとして、ベイルートにアヘド・スタジアムがある。 ラフィク・ハリリ空港近くにあり、2,000人収容 。ただし、リーグ戦に使用することはなく、ホームゲームはカミール・シャムーン・スポーツ・シティ・スタジアムやサイダ国際スタジアムなどで実施されている。 

## タイトル
- レバノン・プレミアリーグ
  - 優勝（8）： 2007-08 、 2009-10 、 2010-11 、 2014-15 、 2016-17 、 2017-18 、 2018-19 、 2021-22
- レバノンFAカップ
  - 優勝（6）：2003-04、2004-05、 2008-09 、 2010-11 、 2017-18 、 2018-19
  - 準優勝（3）：2001-02、2006-07、 2015-16
- レバノンエリートカップ
  - 優勝（5）： 2008、 2010、 2011、 2013、 2015
  - 準優勝（7）：2002、2003、2004、 2009 、 2012 、 2017 、 2021
- レバノン・フェデレーションカップ
  - 優勝（1）： 2004
- レバノンスーパーカップ
  - 優勝（8）： 2005、2008、2010、2011、2015、2017、2018、2019
  - 準優勝（2）： 2004、2009
- AFCカップ
  - 優勝（1）： 2019